# Fábián Attila (pünkösdi lelkész)
Fábián Attila (Békés, 1945. május 4. – Budapest, 2006. szeptember 6.) magyar pünkösdi lelkész, okleveles villamosmérnök, tanár, a Magyar Pünkösdi Egyház elnöke (1994–2006).

## Élete
Fábián Attila 1945. május 4-én született Békésen, egy tizenhárom gyermekes család negyedik gyermekeként, legidősebb fiúgyermekként. Édesanyja Gellén Júlianna. Édesapja, Fábián József, lelkipásztor, a magyarországi pünkösdi mozgalom egyik úttörője, vezetője, a Békési Pünkösdi Gyülekezet lelkipásztora volt. Ez kezdettől fogva meghatározta az ő pályafutását is. Élete egyre inkább összeforrott a Pünkösdi Közösséggel, s az érte való munkálkodásával vált széleskörűen elismertté mind hazánkban, mind pedig nemzetközi szinten. Munkálkodásának, érdemeinek elismeréseként részesült a Magyar Köztársaság Érdemrend Lovagkeresztje kitüntetésben is.

### A magánember
Gyermekéveit Békésen töltötte, a gimnáziumi érettségi elvégzéséig. Egy kemény, ifjúkori lázadó korszak után 17 évesen tért meg, a Kőrösben bemerítkezett, bizonyságot téve osztálytársai előtt. A békési korszak után Budapestre költözött, ahol a BME Villamosmérnöki Karán szerzett villamosmérnöki és tanári diplomát, 1968-ban.
Budapesten, az akkori Dózsa György úti gyülekezetben ismerkedett meg Simonfalvi Erzsébettel, akivel a diploma megszerzésének évében, augusztus 3-án házasságot kötött. Házasságukból négy fiúgyermek született, Attila, Zoltán, Kornél és Péter. Majd érkeztek az unokák is, akikben igen sok örömét lelte. Egyébként is nagyon családszerető ember volt, testvéreivel, és a tágabb rokoni körrel is fontosnak érezte a kapcsolattartást.
Dinamikus, örökké mozgó ember volt, aki folytonos tevékenységben találta meg önmagát. Nem szerette a lazaságot. Fegyelmezetten, következetesen végezte tennivalóit. Erős egyéniség, vezető típus volt. Tevékenysége során előfordult természetesen, hogy konfliktusba került másokkal, de különösen az utolsó éveiben igyekezett embertársaival rendezni kapcsolatát. Akik csak kívülről, felületesen ismerték, esetleg keménynek, ridegnek tarthatták. Ám akik közel kerültek hozzá, tudták, hogy szíve mélyén szeretetre vágyó, érző, vidám, megbocsátásra képes ember volt, igaz barát, gondoskodó vezető.
Eleinte úgy gondolta, polgári területen fog érvényesülni. A diploma után a Betongyártó Vállaltnál, majd a Húsipari Vállalatnál kezdett dolgozni. Igazán azonban a Budapesti Tejipari Vállalat megalapításánál bontakozott ki, ahol a vállalat műszaki igazgatóhelyettese lett. Problémamegoldó, szervezőkészsége sokat fejlődött. Itt érte 34 évesen Isten keze, amely pályájának módosítását eredményezte.

### A szolgálattevő
Előtte soha nem volt beteg, most azonban komoly gerincbetegség, műtét, majd lábadozás következett, amikor is az Úr megértette vele, hogy teljes idejű szolgálatban kívánja őt látni. Akkor már három éve munka mellett pásztorolta a kiskőrösi gyülekezetet. Azután betegsége miatt két évre le lett százalékolva, és felgyógyulása után az előléptetés lehetősége, a sokkal magasabb anyagi juttatás ígérete ellenére sem ment vissza többet polgári foglalkozásához.
Ebben az időszakban hívta meg őt a Dózsa György úti gyülekezet, melynek 16 évig lelkipásztora lett, 1978-tól 1994-ig.
Nyelvtudása, magas szintű szervezőkészsége miatt azonban hamarosan a Pünkösdi Közösség országos tevékenységébe is bevonták, ahol a Központi Tanács tagjaként, és külügyi titkárként is tevékenykedett, de ő volt felelős a Pünkösdi Közösség tanulmányi ügyeinek irányításáért, és ő képviselte a Pünkösdi Közösséget a Budapesti Egyházközi Békebizottságban is.
1985-ben alapították, Erzsébettel, feleségével a Teen Challenge Rehabilitációs intézetet Dunaharasztin (ma Hajnalcsillag Rehabilitációs Alapítvány), és nehéz anyagi körülmények között is fenntartották.
1991-ben részt vett a Pünkösdi Teológiai Főiskola megalapításában.
1992-ben az Evangéliumi Pünkösdi Közösség elnökhelyettesé választotta, majd 1994-től haláláig a Magyar Pünkösdi Egyház elnöki tisztségét töltötte be. Így volt az  elnökségének tagja, valamint a  vezető testületeiben is végzett szolgálatot.
Széles körű kapcsolatokat, barátságokat épített és ápolt a magyar egyházak vezetőivel, szolgálattevőivel. Elhívatásának tartotta, hogy a különbözőségek ellenére, a párbeszéd által az egységet keresse. E küldetésében vett részt az Evangéliumi Szabadegyházak Szövetségének megalapításában és munkájában is, melynek 2004-2005 között elnöke is volt. A Magyar Evangéliumi Aliansz tevékenységében is részt vállalt, melynek alelnöke volt, valamint társelnöke volt a Keresztény-Zsidó Társaságnak is.